# 細媛命
細媛命（くわしひめのみこと）為日本第七代孝靈天皇的皇后，磯城縣主大目的女兒。孝靈天皇即位第二年二月被立為皇后，生孝元天皇。孝元天皇即位，尊為皇太后。

## 相關
- 古事記

## 來源
- 大日本史卷之七十九 列傳第一 后妃一 （页面存档备份，存于）

| 前任： 押媛 | 日本皇后 孝靈年間 | 繼任： 郁色谜命 |